# عثمان بن بشر
عثمان بن عبد الله بن عثمان بن بشر من بني زيد من قضاعة من قحطان والمشهور باسم ابن بشر (1210 هـ - 1290 هـ) مؤرخ وأديب ونسابة سعودي عاصر الدولة السعودية الأولى والثانية ودوّن أحداثهما في كتابه عنوان المجد في تاريخ نجد.

## نسبه
هو عثمان بن عبد الله بن عثمان بن أحمد بن بشر بن أحمد بن محمد بن حماد بن حرقوص بن فياض بن عطوي بن زيد من قضاعة من قحطان.

## نشأته
ولد في بلدة جلاجل إحدى بلدان نجد في إقليم سدير عام 1210 هـ.ونشأ فيها وتعلم وحفظ القرآن وكان شغوفًا بالعلم محبًا للعلماء وتنقل في سدير والوشم والرياض طلبًا للعلم.

## شيوخه
سافر إلى الدرعية عام 1224هـ. وفيها تلقى العلم عن علمائها، ومنهم:
- إبراهيم بن محمد بن عبد الوهاب.
- إبراهيم بن سيف.
- علي بن غنيم بن سيف قاضي عنيزة.
- عثمان بن عبد العزيز بن منصور قاضي بلدان سدير زمن الإمام السعودي فيصل بن تركي.
- منصور الناصري التميمي.
- علي بن يحي بن ساعد قاضي سدير.
- عبد الكريم بن معيقل.

## مؤلفاته

كتاب عنوان المجد في تاريخ نجد

- عنوان المجد في تاريخ نجد في جزئين.
- سهيل في ذكر الخيل، وهو كتاب يعنى بشؤون الخيل.
- الإشارة في معرفة منازل السبع السيارة.
- مرشد الخصائص ومبدي النقائص في الثقلاء والحَمقى وغير ذلك، صدر بتحقيق الدكتور حمد بن ناصر الدخيِّل.
- فهرس طبقات الحنابلة لابن رجب على حروف المعجم.[5]
- بغية الحاسب.
- رسالة صغيرة في ترجمة يوسف بن عبد المحسن البدري الوائلي أحد أعيان الكويت.

## وفاته
توفي المؤرخ عثمان بن بشر في 19 /06 /1290هـ، في بلدة جلاجل. ومازال أحفاده إلى الآن في مدينة بريدة في منطقة القصيم، وفي العشا وفي الزبير.

## بيته
يصنف بيت المؤرخ عثمان بن بشر ضمن البيوت والمنازل الأثرية في المملكة العربية السعودية ويقع في مدينة جلاجل التابعة لمحافظة سدير، ويقع بيت المؤرخ بن بشر في حي الديرة بداخل السور القديم، ويتميز بناء البيت بأنه ذي «أشكال هندسية غائرة على شكل أشرطة وعقود نفذت بالجص». أما سقف المجلس فمسقوف بالخشب وجريد النخل، وعلى الغرب من جدار المجلس يوجد باب يقود إلى ساحة صغيرة تضم غرفتين ومن المحتمل أنهما استخدمتا كل على حدة للتخزين أو تبريد المياه.